# Bhat-Familie

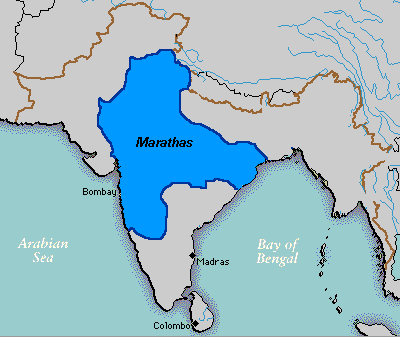
Mittelindisches Marathenreich (um 1750)

Aus der Bhat-Familie gingen im 18. Jahrhundert mehrere Premierminister (peshwas) des mittelindischen Marathenreiches hervor, die mehr noch als die nominell regierenden Könige (chhatrapatis) die Geschicke des Reiches bis zu dessen endgültiger Übernahme nach den Marathenkriegen durch die Briten im Jahr 1818 bestimmten. Die Peshwas waren sowohl Politiker als auch Militärs.

## Erste Minister(Peshwas)
- Balaji Vishwanath (1713–1720)
- Bajirao I. (1720–1740)
- Balaji Baji Rao (1740–1749)
- Vishwasrao (1751–1761)
- Madhavrao I. (1761–1772)
- Narayan Rao (1772–1773)
- Raghunath Rao (1773–1774)
- Madhavrao II. (1774–1795)
- Baji Rao II. (1796–1818)

Ein weiterer selbsternannter Peshwa (1851–1857) aus der Bhat-Familie war Nana Sahib, der im Sepoy-Aufstand eine bedeutsame Rolle spielte, jedoch von keiner Seite jemals offiziell anerkannt wurde.